# NIST-F1

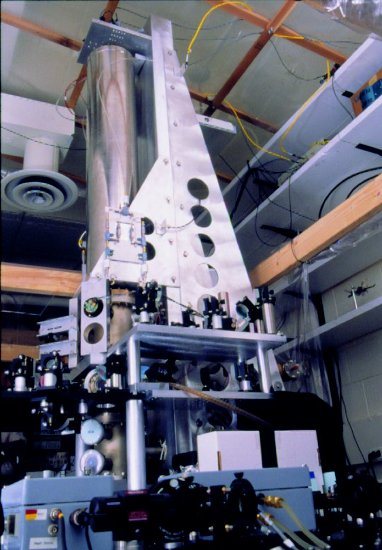
NIST-F1, font de l'hora oficial dels Estats Units

El NIST-F1 és un rellotge de font de cesi, un tipus de rellotge atòmic, que es troba a l'Institut Nacional d'Estàndards i Tecnologia (NIST) de Boulder, Colorado, i serveix com a principal estàndard de temps i freqüència dels Estats Units. El rellotge va trigar menys de quatre anys a provar-se i construir-se, i va ser desenvolupat per Steve Jefferts i Dawn Meekhof de la Divisió de Temps i Freqüència del Laboratori de Mesura Física del NIST.
El rellotge va substituir el NIST-7, un rellotge atòmic de feix de cesi utilitzat entre el 1993 i el 1999. El NIST-F1 és deu vegades més precís que el NIST-7. Ha estat succeït per un nou estàndard, el NIST-F2, anunciat a l'abril de 2014. L'estàndard NIST-F2 pretén ser aproximadament tres vegades més precís que l'estàndard NIST-F1, i hi ha plans per operar-lo simultàniament amb el rellotge NIST-F1. La contribució més recent del NIST-F1 al BIPM TAI va ser el març del 2016.

## Mesura de freqüència
L'aparell consisteix en una melassa òptica feta de làsers de contrapropagació que refreden i atrapen un gas d'àtoms de cesi. Un cop atrapats, els àtoms són impulsats cap amunt per dos làsers verticals dins d'una cambra de microones. Depenent de la freqüència exacta de les microones, els àtoms de cesi arribaran a un estat excitat. En passar a través d'un feix làser, els àtoms emeten fotons (emeten fluorescència). La freqüència de microones que produeix la màxima fluorescència s'utilitza per definir el segon.
Altres laboratoris de temps i freqüència, com ara l'Observatori de París, el Laboratori Nacional de Física (NPL) del Regne Unit i la Physikalisch-Technische Bundesanstalt d'Alemanya, operen rellotges de font atòmica similars, amb una precisió comparable.

## Precisió
A partir del 2013, la incertesa del rellotge era d'uns 3.1 × 10−16. Es preveu que no guanyi ni perdi ni un segon en més de 100 milions d'anys.

## Precisió avaluada
L'Oficina Internacional de Pesos i Mesures (BIPM) publica en línia els informes d'avaluació de la precisió uB de diversos estàndards primaris de freqüència i temps.
El maig de 2013, el rellotge de font de cesi NIST-F1 va informar de uB 3.1 × 10−16. Tanmateix, aquest informe del BIPM i els altres informes recents es basen en una avaluació que data del 2005. Va utilitzar un model desenvolupat pel NIST per avaluar els canvis de freqüència Doppler, coneguts com a fase de cavitat distribuïda, que alguns creuen que és incorrecte. L'avaluació recent del NIST-F2 no va utilitzar el model NIST de fase de cavitat distribuïda utilitzat per al NIST-F1 i, tot i que el NIST-F2 va utilitzar un enfocament més alineat amb altres estàndards, es va demostrar que l'avaluació de la fase de cavitat distribuïda tenia altres deficiències.